# ロス・ハンター (映画プロデューサー)
ロス・ハンター（Ross Hunter、1926年5月6日 - 1996年3月10日）は、アメリカ合衆国の映画プロデューサー、元俳優。

## 経歴
オハイオ州クリーブランドでマーティン・テリー・フスとして生まれた。ドイツ系ユダヤ人の子孫。
第二次世界大戦中、陸軍の情報機関で働く。1944年ごろに俳優となり、多数のB映画のミュージカルに出演。
1950年代にプロデューサーに転進、メロドラマ、コメディなどをプロデュースした。
1970年の「大空港」が大ヒットとなり、アカデミー賞最優秀作品賞にノミネートされるなどされたが、1973年の大作ミュージカル「失われた地平線」が、興業、批評とも大失敗となり、以降はTV映画に転進した。
1996年3月10日、がんのため死去。

## フィルモグラフィー（製作のみ）
- 早射ち無宿(1953)	製作
- 心のともしび(1954)	製作
- アパッチの怒り(1954)	製作
- 自由の旗風(1955)	製作
- 暴力には暴力だ！(1955)	製作
- 天はすべて許し給う(1955)	製作
- 大空の凱歌 (1956)	製作
- 間奏曲(1957)	製作
- いとしの殿方(1957)	製作
- 悲しみは空の彼方に(1959)	製作
- 夜を楽しく(1959)	製作
- 黒い肖像(1960)	製作
- 誰かが狙っている(1960)	製作
- 裏街(1961)	製作
- フラワー・ドラム・ソング(1961)	製作
- 電話にご用心(1962)	製作
- タミーとドクター(1963)	製作
- スリルのすべて(1963)	製作
- 彼女は億万長者(1964)	製作
- 恋するパリジェンヌ(1965)	製作
- 母の旅路(1966)	製作
- モダン・ミリー(1966)	製作
- 大空港(1970)	製作
- 失われた地平線(1973)  製作
- マネー・チェンジャース／銀行王国(1976)<TVM>	製作総指揮